# Fosfatidilinozitol-4-fosfat 3-kinaza
Fosfatidilinozitol-4-fosfat 3-kinaza (EC 2.7.1.154, tip II fosfoinozitid 3-kinaza, fosfoinozitid 3-kinaza sa C2 domenom, fosfoinozitidna 3-kinaza) je enzim sa sistematskim imenom ATP:1-fosfatidil-1-mio-inozitol-4-fosfat 3-fosfotransferaza. Ovaj enzim katalizuje sledeću hemijsku reakciju
ATP + 1-fosfatidil-1-mio-inozitol 4-fosfat {\displaystyle \rightleftharpoons } ADP + 1-fosfatidil-1-mio-inozitol 3,4-bisfosfat
Ovaj enzim takođe fosforiliše PtdIns do PtdIns3P. Kod sisara su pznate tri izoforme.

## Literatura
- Nicholas C. Price; Lewis Stevens (1999). Fundamentals of Enzymology: The Cell and Molecular Biology of Catalytic Proteins (Third изд.). USA: Oxford University Press. ISBN 019850229X.
- Eric J. Toone (2006). Advances in Enzymology and Related Areas of Molecular Biology, Protein Evolution (Volume 75 изд.). Wiley-Interscience. ISBN 0471205036.
- Branden C; Tooze J. Introduction to Protein Structure. New York, NY: Garland Publishing. ISBN 0-8153-2305-0.
- Irwin H. Segel. Enzyme Kinetics: Behavior and Analysis of Rapid Equilibrium and Steady-State Enzyme Systems (Book 44 изд.). Wiley Classics Library. ISBN 0471303097.

## Spoljašnje veze
- Phosphatidylinositol-4-phosphate+3-kinase на 